# Грабовий Валерій Миколайович
Вале́рій Микола́йович Грабови́й (нар. 15 серпня 1969, м. Подільськ, Одеська область — пом.14 червня 2014, м. Луганськ) — український військовослужбовець, десантник, старший лейтенант Збройних сил України. Юрист, підприємець, депутат Павлоградської районної ради.

## Життєпис
Валерій Грабовий народився в місті Подільськ (колишній Котовськ) на Одещині. Коли Валерію було 11 років, родина переїхала на Кіровоградщину. Закінчив загальноосвітню школу села Бандурове Гайворонського району.
З 1987 року служив у Прикордонних військах КДБ СРСР. 1991 закінчив командний факультет Алматинського вищого прикордонного училища КДБ СРСР (Казахська РСР), спеціальність — командно-тактична, офіцер прикордонних військ. 1993 року залишив службу, остання посада — начальник прикордонної застави.
З 1994 по 1997 працював за контрактом на посаді юрисконсульта відділу правового забезпечення банківської діяльності у ВАТ КБ «Казкомерцбанк» в Алмати. 1997 року закінчив юридичний факультет Університету «Туран» в м. Алмати, за спеціальністю «Правознавство».
1998 року приїхав на Дніпропетровщину, працював юрисконсультом у ВАТ «Павлоградський молочний комбінат» міста Павлоград. З 1 вересня 1999 — приватний підприємець. Мешкав в селі Троїцьке Павлоградського району.
З 2 листопада 2010 року — депутат Павлоградської районної ради від партії «Сильна Україна». В грудні 2013, до Дня місцевого самоврядування, нагороджений грамотою голови Павлоградської РДА.
У зв'язку з російською збройною агресією проти України наприкінці березня 2014 року мобілізований до лав Збройних Сил України.
Старший лейтенант, заступник командира батареї по роботі з особовим складом 25-ї Дніпропетровської повітряно-десантної бригади Високомобільних десантних військ ЗС України, в/ч А1126, смт Гвардійське, Дніпропетровська область.
З весни 2014 року брав участь в антитерористичній операції на Сході України.

## Обставини загибелі
13 червня 2014 року десантники готувались до відправлення в зону проведення АТО. У ніч на 14 червня трьома військово-транспортними літаками Іл-76 МД з інтервалом у 10 хвилин вони вилетіли в Луганський аеропорт на ротацію особового складу. На борту також була військова техніка, спорядження та продовольство.
14 червня о 0:40 перший літак (бортовий номер 76683), під командуванням полковника Дмитра Мимрикова приземлився в аеропорту.
Другий Іл-76 МД (бортовий номер 76777), під керівництвом командира літака підполковника Олександра Бєлого, на борту якого перебували 9 членів екіпажу 25-ї мелітопольської бригади транспортної авіації та 40 військовослужбовців 25-ї Дніпропетровської окремої повітряно-десантної бригади, о 0:51, під час заходу на посадку на аеродром міста Луганськ, на висоті 700 метрів, був підбитий російськими терористами з переносного зенітно-ракетного комплексу «Ігла». В результаті терористичного акту літак вибухнув у повітрі і врізався у землю поблизу території аеропорту. 49 військовослужбовців, — весь екіпаж літака та особовий склад десанту, — загинули.
|                              | Там все було дуже грамотно по-військовому сплановано. Там без Росії не обійшлось. Вогонь вівся з усіх сторін. Це було не на рівні ненавчених бойовиків. Обстріл літака вівся дуже грамотно. Спочатку підсвічували трасером, а потім били. Із ПЗРК неможливо було збити літак, навіть якби боєприпас потрапив у двигун, то літак все рівно не загинув би. Стріляли з «Шилки». |
| — Полковник Дмитро Мимриков. | |

Третій літак за наказом повернувся в Мелітополь.
Пройшло більше 40 діб перш ніж десантників поховали: українські військові збирали рештки тіл загиблих, влада домовлялася з терористами про коридор для евакуації, в Дніпрі проводились експертизи ДНК для ідентифікації.
25 липня Валерія Грабового поховали в селі Троїцькому Павлоградського району.
Залишилась дружина Наталія Олександрівна та двоє дітей.

## Нагороди
- Орден Богдана Хмельницького III ст. (20.06.2014, посмертно) — за особисту мужність і героїзм, виявлені у захисті державного суверенітету та територіальної цілісності України, вірність військовій присязі та незламність духу[8].
- Нагрудний знак «За оборону Луганського аеропорту» (посмертно).

## Вшанування пам'яті
- 13 червня 2015 року в Дніпрі на Алеї Героїв до роковин загибелі військових у збитому терористами літаку Іл-76 встановили пам'ятні плити з іменами загиблих воїнів[9].
- 18 червня 2016 року на території військової частини А1126 в смт Гвардійське урочисто відкрили пам'ятник воїнам-десантникам 25-ї повітряно-десантної бригади, які героїчно загинули під час бойових дій в зоні проведення АТО. На гранітних плитах викарбувані 136 прізвищ, серед них і 40 десантників, які загинули у збитому літаку в Луганську[10].
- 7 червня 2015 року в селі Бандурове Гайворонського району на фасаді будівлі загальноосвітньої школи встановлено меморіальну дошку на честь випускника Валерія Грабового[11].
- В центрі села Троїцьке Павлоградського району встановлено меморіальну дошку. 15 травня 2016 року в селі відбувся кубок з футболу пам'яті Валерія Грабового[12].